# 네버엔딩 스토리 (텔레비전 프로그램)
네버엔딩 스토리는 MBC TV에서 방송되었던 프로그램이다.

## 출연진
기본 출연진은 오상진, 서현진, 이재용, 김완태, 나경은, 최윤영 등이지만 출연진 전원이 아나운서라는 것과 대부분이 해외촬영이라는 특수성에 따라 매번 문지애와 최현정으로 출연진이 바뀐다.